# Евтушенко, Дометий Гурьевич
Дометий Гурьевич Евтушенко (7 [19] августа 1893, Старая Осота, Киевская губерния — 17 марта 1983, Киев) — советский украинский певец (баритон), вокальный педагог. Заслуженный деятель искусств УССР (1943).

## Биография
Родился 7 (19) августа 1893 года в селе Старая Осота, ныне Кропивницкий район. В 1915—1919 годах работал учителем пения в Чигирине), в 1922 году руководил хором в Черкассах.
В 1923—1927 годах учился в Киевской консерватории: сольному пению в классе профессора Елены Муравьевой, параллельно — на дирижёрском факультете. С 1926 года был солистом Киевского оперного театра, с 1927 года — Одесского оперного театра.
С 1927 года преподавал в Киевской консерватории на кафедре сольного пения, в 1939—1963 годах — заведующий кафедрой сольного пения, профессор с 1939 года.
В 1941—1943 годах находился в эвакуации в Башкирии. С 1942 года работал в Киевской консерватории, которая находилась в Свердловске (ныне Екатеринбург). С 1944 года — в Киеве. В 1946 году стал членом ВКП(б).
Автор теоретического труда «Размышления о голосе» (Киев, 1979). Награждён двумя орденами Трудового Красного Знамени, медалями.
Умер 17 марта 1983 года. Похоронен в Киеве на Байковом кладбище.
Воспитал ряд певцов и певиц, среди них В. Борисенко, В. Буймистер, Н. Гончаренко, О. Дарчук, П. Кармалюк, Л. Масленникова, Э. Томм, Г. Шолина.
В Киеве, в классе № 34 Национальной музыкальной академии Украины имени Петра Чайковского, где работал Дометий Евтушенко, установлена мраморная памятная таблица.